# Icke-användarvärde
Begreppet icke-användarvärde eller Existensvärde avser det värde som människor lägger vid en ekonomisk nyttighet (till exempel offentliga tjänster eller naturresurser) oberoende av deras faktiska – nuvarande eller framtida – användande av det som ger detta värde. 
Icke-användarvärde inbegriper både olika slags förvaltarmotiverade (stewardship) värden och ett "äkta" icke-användarvärde. Rick Freeman (1993) definierar äkta icke-användarvärde med utgångspunkt i det värde som uppstår för en individ då det aktuella priset omöjliggör att tillgodogöra sig nyttigheten, samtidigt som det finns ett lägre pris på nyttigheten vid vilket individen skulle göra det. Den fortsatta tillgången på nyttigheten är då av ett visst värde för individen i fråga, då han eller hon i en framtid eventuellt kan hamna i en position då han eller hon kan tillgodogöra sig nyttigheten.
De förvaltarmotiverade icke-användarvärdena brukar ofta delas in i existensvärden, filantropiska värden och arvsvärden. Med existensvärden menas att någon tillskriver något ett värde för dess blotta existens, att det finns till, utöver det eventuella användarvärde detta kan ge personen. Värdet för en själv att andra har tillgång till och använder nyttigheten brukar kallas filantropiska värden. Arvsvärden (eng: bequest values) syftar på det värde någon har av att en nyttighet bevaras för framtida generationer.
Icke-användarvärden är en värdekategori (typ av värde) som används inom miljöekonomi, främst den som är baserad på neoklassisk välfärdsteori. Summan av någontings (till exempel en skogs eller en arts) icke-användarvärden och användarvärden utgör dess Total Economic Value, hela dess värde uttryckt i ekonomiska termer.
Normalt används stated preference-studier för att uppmäta ett icke-användarvärde. Exempel på detta är contingent valuation-metoder, eller CVM. Det är oftast inte möjligt att använda revealed preference-studier, vilket annars hade varit att föredra.